# Giovanni Gabriele Perboyre
Giovanni Gabriele (Jean-Gabriel) Perboyre (Montgesty, 6 gennaio 1802 – Ou-Tchang-Fo, 11 settembre 1840) è stato un presbitero e missionario francese.
È venerato come martire e santo dalla Chiesa cattolica

## Biografia
Jean-Gabriel nacque a Le Puech (oggi nel comune di Montgesty) in Francia, era uno degli otto figli di Pierre Perboyre e di Marie Rigal. Svolse il suo noviziato nella Congregazione della Missione, nel seminario di Montauban nel dicembre 1818.
Il giorno della festa dei Santi Innocenti, il 28 dicembre 1820, fece i quattro voti dei lazzaristi e il 23 settembre 1825 fu ordinato sacerdote nella cappella delle Sorelle della Carità, da Mons. Dubourg, arcivescovo di New Orleans e il giorno seguente celebrò la sua prima Messa.
Subito dopo venne spostato al seminario di Saint-Flour dove insegnò teologia dogmatica e due anni dopo fu nominato superiore del seminario preparatorio di Saint-Flour. Il suo successo spinse i suoi superiori a nominarlo, nel 1832, vice-direttore del noviziato a Parigi: svolse questo incarico fino al 1835, quando ebbe il permesso di andare in Cina.
Lasciata Le Havre il 21 marzo, il 29 agosto 1835 giunse a Macao, dove trascorse un certo tempo per studiare la lingua cinese. Il 21 dicembre 1835 iniziò il suo viaggio verso Ho-Nan, luogo della missione cui era stato assegnato. Nel gennaio 1838, venne trasferito alla missione di Hou-Pé.
Nel settembre 1839 iniziarono persecuzioni anti-cristiane ad Hou-Pé e Jean-Gabriel fu una delle prime vittime: spogliato dei suoi abiti e coperto di stracci, veniva spostato da un tribunale all'altro e ad ogni processo veniva trattato in modo inumano. Infine venne portato a Ou-Tchang-Fo e, dopo essere stato torturato, venne condannato a morte. Nello stesso luogo, dopo che la sentenza fu ratificata da un editto imperiale, Jean-Gabriel fu crocifisso insieme a sette criminali comuni l'11 settembre 1840.

## Culto
Giovanni Gabriele Perboyre fu proclamato beato nel 1889 da papa Leone XIII e santo nel 1996 da papa Giovanni Paolo II.